# La belle sauvage
La belle sauvage è un romanzo fantasy dello scrittore britannico Philip Pullman pubblicato nel 2017. È il primo volume della trilogia Il libro della polvere ed è un prequel de La bussola d'oro, primo volume della trilogia Queste oscure materie. Lo scrittore ha però dichiarato che Il libro della polvere non sarà interamente né un prequel né un sequel della prima trilogia, ma si svolgerà parallelamente.

## Trama
Malcolm è un ragazzino di undici anni e vive a Oxford, sulla riva del Tamigi; studia alle elementari, serve ai tavoli all'osteria di famiglia, il Trout, e aiuta le suore del vicino convento in piccole commissioni e riparazioni. Alice è una ragazza di quindici anni, orfana, che aiuta a lavare i piatti. Malcom possiede una canoa, La belle sauvage, con cui si sposta rapidamente su e giù per le rive del fiume.
Una sera, Malcolm assiste a una breve colluttazione tra uno sconosciuto e due agenti segreti della Corte Concistoriale di Disciplina, una sorta di Santa Inquisizione che agisce sotto le direttive del Magisterium di Ginevra; l'uomo viene fermato e arrestato, e dopo pochi giorni sarà trovato morto. Malcolm trova una ghianda finta, con un messaggio nascosto all'interno, che l'uomo aveva fatto cadere poco prima di essere fermato. Poco dopo conosce Hannah Relf, una studiosa impegnata nella lettura dell'aletiometro, e apprende che il messaggio era indirizzato a lei; Hannah infatti lavora per l'agenzia di Oakley Street, un ramo dei servizi segreti impegnato nella difesa della laicità e del libero arbitrio contro il Magisterium.
Nel frattempo alle suore del convento è affidata una bambina appena nata, Lyra Belacqua, figlia di Lord Asriel e di Marisa Coulter. Lord Asriel è uno dei principali difensori della libertà di manifestazione del pensiero mentre la signora Coulter è un'importante esponente del Magisterium, a capo della Lega di Sant'Alessandro, un'organizzazione che incoraggia la delazione dei bambini contro i loro insegnanti e genitori. 
Malcolm si impegna immediatamente a proteggere Lyra per conto del padre. Poco dopo appare Gerard Bonneville, un uomo apparentemente gradevole ma con un daimon terrificante, che cerca ripetutamente di avvicinarsi a Lyra per rapirla. Durante una tremenda alluvione Malcom e Alice riescono a sottrargliela per un soffio e a scappare su La bella sauvage mentre tutto intorno a loro viene travolto dalla piena. 
Malcolm e Alice, insieme a Lyra, si dirigono verso Londra, con l'intento di consegnare Lyra al padre. Durante tutto il viaggio sono braccati sia da Boneville che dal Magisterium e attraversano una serie di avventure, spesso ispirate alla tradizione delle fiabe e delle allegorie dei fratelli Grimm, di Edmund Spenser e di John Milton, autori ai quali Pullman spesso si riferisce.

## Personaggi
Malcolm Polsteadil protagonista del romanzo. Ragazzo di undici anni, rosso di capelli, intelligente e generoso. Lavora nella locanda di famiglia, naviga sul fiume con la sua canoa La belle sauvage. Intelligente e curioso, impara tutto quello che può sia dagli avventori del locale, sia dagli artigiani locali, sia dalle suore del vicino convento. Il suo daimon, ancora in grado di cambiare forma, si chiama Asta.
Alice Parslowragazza di quindici anni, lavora come lavapiatti al Trout. Per la prima parte del romanzo appare come un personaggio secondario ma poi, all'apparire dell'antagonista Gerard Bonneville, si rivela una persona coraggiosa, indipendente e onesta, pronta ad aiutare Malcom nella fuga e a proteggere Lyra. Il suo daimon, ancora capace di cambiare forma, si chiama Ben.
Lyra Belacquafutura protagonista della trilogia Questa oscure materie, in La belle sauvage Lyra ha circa sei mesi e un minuscolo daimon di nome Pantalaimon.
Hannah Relfdapprima studiosa dei significati nascosti dell'aletiometro sia come lavoro "ufficiale" che di nascosto, per conto di Oakley Street, in seguito lascia il lavoro presso il college per dedicarsi esclusivamente alla lotta contro il Magisterium. Recluta Malcom come spia ma si occupa anche della sua istruzione. Compare brevemente anche nella trilogia precedente, e Pullman ha dichiarato che da tempo desiderava dare a questo interessante personaggio uno spazio maggiore.
Gerard Bonnevilleil principale antagonista, è stato un importante studioso di fisica, ma le sue ricerche sulla Polvere e sul Campo di Rusakov, legate ai temi del libero arbitrio, lo hanno fatto allontanare dalla ricerca. Inoltre è stato imprigionato per avere molestato delle ragazzine e il suo daimon, un'orribile iena ridens, gli rende impossibile i normali contatti sociali. Ormai impazzito, cerca ripetutamente di rapire Lyra per vendicarsi.
Suor Fenellaanziana suora del convento di Santa Rosamunda e amica di Malcom, le viene affidata la custodia di Lyra.
Suor Benedictaresponsabile del convento, riesce a proteggere Lyra dai tentativi di sequestro da parte del Magisterium.
Mr Taphousefalegname che lavora per il convento, amico di Malcom.

## Edizioni
(IT) Philip Pullman, La belle sauvage, in Il libro della polvere, traduzione di Guido Calza, illustrazioni di Chris Wormell, Milano, Salani, 2017  [2017], ISBN 88-9381-280-0.